# (14545) 1997 SK25
1997 أس كي 25 (ويعرف أيضًا باسم (14545) 1997 أس كي 25 وفق تسمية الكوكب الصغير) (بالإنجليزية: 1997 SK25)‏ هو كويكب ضمن حزام الكويكبات؛ وترتيبه 14545 من حيث الاكتشاف.
اكتُشف هذا الجُرم الفلكي بواسطة تاكيشي أوراتا ‏ في 29 سبتمبر 1997.

## وصلات خارجية
- (14545) 1997 SK25 في قاعدة بيانات مختبر الدفع النفاث لأجرام النظام الشمسي الصغيرة

- الاكتشاف · مخطط المدار ·  العناصر المدارية · المعلمات المادية

- (14545) 1997 SK25 على موقع ويكي سكاي: DSS2, SDSS, GALEX, IRAS, Hydrogen α, X-Ray, Astrophoto, Sky Map, Articles and images